# خميس سيدي يحيى
خميس سيدي يحيى (بالإنجليزية: KHEMIS SIDI YAHYA)‏ هي قرية ريفية تابعة لإقليم الخميسات ضمن جهة الرباط سلا زمور زعير بالمغرب. بلغ مجموع عدد سكان خميس سيدي يحيى حسب إحصاءات 2004 حوالي 6562 نسمة يعيشون في 1255 أسرة.